# Halbania cyathearum
Halbania cyathearum är en svampart som beskrevs av Racib. 1889. Halbania cyathearum ingår i släktet Halbania och familjen Asterinaceae.   Inga underarter finns listade i Catalogue of Life.